# Lluís de Cabanyelles i de Vila-rasa
Lluís de Cabanyelles i de Vila-rasa fou governador de València de 1479 a 1503.
Fou lloctinent de València de Joan Roís de Corella i Llançol de Romaní, al que succeí el 1479 com a governador, i fou camarlenc i conseller de Ferran el Catòlic. El seu fill Lluís de Cabanyelles i Gallac li succeí en la governació de València.